# إذاعة صوت المبتعث
إذاعة صوت المبتعث
هي إذاعة للطلبة المبتعثين تبث من بريطانيا (غلاسكو) في جامعة Glasgow Caledonian University على موقع  صوت المبتعث، تم إنشائها في 1 نوفمبر 2002. وكان أول بث 01-03-2010. بثت برامجها بشكل واسع إلى المبتعثين السعوديين في بريطانيا وخارجها 